# Ruda (rejon żółkiewski)
Ruda (ukr. Руда, hist. Ruda Turyniecka) – wieś na Ukrainie, w obwodzie lwowskim, w rejonie lwowskim (wcześniej w rejonie żółkiewskim).

## Historia
Pod koniec XIX wieku była to grupa domów wsi Turynka w powiecie żółkiewskim.